# Chase Gardens
forma parte del distrito de Castries.floppadido